# Østlands-Posten
Østlands-Posten (förkortat ØP) är en dagstidning som ges ut i Larvik, Vestfold, Norge. Den bildades som en tidning som stödde Venstre 1881. Den blev partipolitiskt oavhängig efter att Venstre splittrades 1972. Sedan 1995 ägs den av Amedia och ges ut på morgonen. Enligt Mediebedriftenes Landsforening hade den under tredje kvartalet 2023 en upplaga (papper + digitalt) på 28 720 läsare.

## Externa länker
- Webbplats (bokmål)